# Paweł Mścisławski
Paweł Mścisławski, pseud. Kapiszon (ur. 28 września 1961 w Warszawie) – polski muzyk, były gitarzysta basowy zespołów Oddział Zamknięty i Lady Pank.

## Życiorys
Urodził się w Warszawie, gdzie w latach 1968–1976 uczęszczał do Szkoły Podstawowej nr 57 im. Czwartaków, a następnie, w latach 1977–1981, do XLII Liceum Ogólnokształcącego im. Marii Konopnickiej.
Początkowo grał w zespole Oddział Zamknięty, ale później wraz z Jarosławem Szlagowskim przeszedł do Lady Pank. W 1988 wyjechał z Lady Pank do Stanów Zjednoczonych na trasę koncertową. Wbrew powielanym przez Borysewicza i Panasewicza informacjom, podczas pobytu z Lady Pank w Stanach Zjednoczonych nie próbował dołączyć do zespołu Bon Jovi. W wyniku kłótni o pieniądze w zespole postanowił na stałe zostać w USA. Zamieszkawszy na obczyźnie, rozpoczął pracę jako kierowca ciężarówki, a następnie został zatrudniony w firmie zajmującej się wynajmem limuzyn.
Dwukrotnie żonaty. W 1984 poślubił Katarzynę. Po przeprowadzce do USA pod koniec lat 80. wziął drugi ślub z Krystyną. Ma dwoje dzieci, syna i muzyka Pawła Różańskiego i artystkę Izabelę Mscislawski. 

## Dyskografia
- OZ – Oddział Zamknięty (1983)[9]
- Lady Pank – Lady Pank (1983)[9]
- Ohyda – Lady Pank (1984)[9]
- Drop Everything – Lady Pank (1985)[9]
- LP 3 – Lady Pank (1986)[9]
- Tacy sami – Lady Pank (1988)[9]